# 月蝕 (バンド)
月蝕（げっしょく）は日本のヴィジュアル系ロックバンド。

## 解説
現在DIR EN GREYのボーカルである京が最初に活動していたバンドである（当時は殀磨名義で活動）。1993年9月29日枚方ブロウダウンにて初ライブ。
殀磨は月蝕について当時の雑誌で「やりたいことをやっていた。独特な暗いバンドで、亡霊のような(笑)」と語っている。また「毒殺」について「あまりにも好きになった人に裏切られて、そのショックから、絶対毒殺してやろう」という思いから歌詞を書いたことを明かしている。

## ディスコグラフィ

### デモテープ
| 発売日 | テープ         | 収録曲                                  | 備考 |
| ------ | -------------- | --------------------------------------- | ---- |
| 1993年 | schwarz weiß   | 1.SE 2.毒殺 3.黒白                      |      |
| 1993年 | SCHWARZ-WEIẞ   | 1.黒白-KOKUHAKU- 2.過去のない私へ・・・ |      |
| 1993年 | SCHWARZ WEIẞ   | 1.SE 2.毒殺 3.黒白                      |      |
| 1993年 | -schwarz weiß- | 1.月蝕                                  |      |
| 1993年 | EC̈LIPSE        | 1.黒白 2.過去のない私へ・・・           |      |

### VHS
| 発売日 | テープ       | 収録曲                                                     | 備考 |
| ------ | ------------ | ---------------------------------------------------------- | ---- |
| 1993年 | schwarz weiß | 1.SE 2.毒殺 3.黒白-KOKUHAKU- 4.過去のない私へ・・・ 5.月蝕 |      |

### オムニバス
| 発売日 | 参加作品                       | 収録曲        | 備考 |
| ------ | ------------------------------ | ------------- | ---- |
| 1993年 | Rock天国 Jack In the Music Box | 1.毒殺 2.月蝕 |      |

| スタブアイコン | サブスタブ | この項目は、まだ閲覧者の調べものの参照としては役立たない、音楽関係者（バンド等）に関連した書きかけの項目です。この項目を加筆・訂正などしてくださる協力者を求めています（P:音楽/PJ:芸能人）。 |